# Roger Grimes
 (août 2017).
Pour les articles homonymes, voir Grimes.
Roger D. Grimes (né le 2 mai 1950) est un homme politique de Terre-Neuve-et-Labrador. Il est un ancien chef du Parti libéral de Terre-Neuve-et-Labrador et est premier ministre de la province de 2001 à 2003.